# كريستوفر باول بيكر
كريستوفر باول بيكر (بالإنجليزية: Christopher Paul Baker)‏ هو كاتب بريطاني، ولد في 15 يونيو 1955 في Pontefract ‏ في المملكة المتحدة.

## وصلات خارجية
- الموقع الرسمي